# Zoltán Blum
Dans le nom hongrois Blum Zoltán, le nom de famille précède le prénom, mais cet article utilise l’ordre habituel en français Zoltán Blum, où le prénom précède le nom.
Zoltán Blum (né le 3 janvier 1892 à Pápa, à l'époque en Autriche-Hongrie, aujourd'hui en Hongrie, et mort le 25 décembre 1959 à Budapest) est un joueur de football international hongrois, qui évoluait au poste de milieu de terrain, avant de devenir entraîneur.

## Biographie

### Carrière de joueur

#### Carrière en sélection
Avec l'équipe de Hongrie, il joue 38 matchs (pour un but inscrit) entre 1912 et 1925. 
Il figure notamment dans le groupe des sélectionnés lors des Jeux olympiques de 1912 et de 1924. Il joue deux matchs lors des Jeux olympiques de 1912.

## Palmarès
| Ferencváros - Championnat de Hongrie (4) : - Champion : 1911-12, 1912-13, 1925-26 et 1926-27. - Coupe de Hongrie (3) : - Vainqueur : 1913, 1922, et 1927.                  |  | \| Ferencváros - Championnat de Hongrie (2) : - Champion : 1931-32 et 1936-37. - Coupe de Hongrie (2) : - Vainqueur : 1933 et 1935. - Coupe Mitropa (1) : - Vainqueur : 1937. \| \| UTA Arad - Championnat de Roumanie (1) : - Champion : 1946-47. \| |
| Ferencváros - Championnat de Hongrie (2) : - Champion : 1931-32 et 1936-37. - Coupe de Hongrie (2) : - Vainqueur : 1933 et 1935. - Coupe Mitropa (1) : - Vainqueur : 1937. |  | UTA Arad - Championnat de Roumanie (1) : - Champion : 1946-47. |